# Йозеф Браунер фон Гайдрінген
Йозеф Браунер фон Гайдрінген (нім. Josef Brauner von Haydringen; 4 жовтня 1886, Тульн-на-Дунаї, Австро-Угорщина — 27 квітня 1954, табір Перов, Уральськ, КРСР) — австрійський і німецький офіцер, генерал-лейтенант вермахту. Кавалер Німецького хреста в золоті.

## Біографія
18 серпня 1907 року вступив у австро-угорську армію. Учасник Першої світової війни. Після війни продовжив службу в австрійській армії. Після аншлюсу 15 березня 1938 року автоматично перейшов у вермахт. З 20 липня 1938 року служив у 6-му піхотному полку. З 1 серпня 1938 року — командир 132-го піхотного полку. 18 листопада 1939 року відправлений у резерв ОКГ і відряджений у штаб головнокомандувача на Сході як директор слідчої служби. З 15 лютого 1940 року — начальник генштабу прикордонної ділянки «Південь». З 14 травня 1940 року — начальник штабу військового командувача в генерал-губернаторстві. 21 травня 1941 року знову відправлений у резерв ОКГ. З 26 червня 1941 року — командир 101-ї легкої дивізії. 15 квітня 1942 року знову відправлений у резерв ОКГ. З 15 серпня 1942 року — командир 187-ї резервної дивізії, з 1 січня 1944 року — 42-ї єгерської дивізії. 26 квітня 1944 року знову відправлений у резерв ОКГ. З 13 травня 1944 року — комендант 531-ї тилової ділянки. 10 травня 1945 року потрапив у радянський полон, де і помер.

## Нагороди
- Ювілейний хрест (1908)
- Пам'ятний хрест 1912/13
- Бронзова і срібна медаль «За військові заслуги» (Австро-Угорщина) з мечами
- Хрест «За військові заслуги» (Австро-Угорщина) 3-го класу з військовою відзнакою і мечами
- Орден Залізної Корони 3-го класу з військовою відзнакою і мечами
- Військовий Хрест Карла
- Залізний хрест 2-го класу
- Пам'ятна військова медаль (Австрія) з мечами
- Хрест «За вислугу років» (Австрія) 2-го класу для офіцерів (25 років)
- Орден Заслуг (Австрія), лицарський хрест 1-го класу
- Почесний хрест ветерана війни з мечами
- Медаль «За вислугу років у Вермахті» 4-го, 3-го, 2-го і 1-го класу (25 років)
- Застібка до Залізного хреста 2-го класу
- Хрест Воєнних заслуг 2-го класу з мечами
- Залізний хрест 1-го класу
- Німецький хрест в золоті (23 січня 1942)
- Медаль «За зимову кампанію на Сході 1941/42»